# یواس‌اس گاورنر (ای‌ام‌سی-۸۲)
یواس‌اس گاورنر (ای‌ام‌سی-۸۲) (به انگلیسی: USS Governor (AMc-82)) یک کشتی بود که طول آن ۹۷ فوت ۱ اینچ (۲۹٫۵۹ متر) بود. این کشتی در سال ۱۹۴۱ ساخته شد. این کشتی یک مین روب ساحلی بود که توسط نیروی دریایی ایالات متحده برای انجام وظیفه خطرناک حذف مین ها از میدان های مین گذاشته شده در آب، که برای جلوگیری از عبور کشتی ها قرار گرفته بودند خریداری شد.